# 愛知県道265号碧南半田常滑線
愛知県道265号碧南半田常滑線（あいちけんどう265ごう へきなんはんだとこなめせん）とは、愛知県碧南市から半田市を経由して常滑市に至る一般県道である。

## 概要
1995年（平成7年）までは、「愛知県道265号久米乙川内山線」であったが、「愛知県道465号半田碧南線」および「愛知県道471号宝来常滑線」と統一され、碧南半田常滑線となった。
有料道路「知多横断道路」の半田中央IC・常滑IC間も当県道の一部である。

### 路線データ
- 起点 : 愛知県碧南市[1]（港本町交差点：国道247号交点）
- 終点 : 愛知県常滑市[1]（多屋交差点：国道155号交点）
- 総距離：約15 km

## 沿革
- 1995年4月1日：認定[1]

## 地理

### 通過する自治体
- 愛知県
  - 碧南市
  - 半田市
  - 常滑市

### 交差する道路
- 国道247号（碧南市・港本町交差点）
- 愛知県道52号半田南知多線（半田市・瑞穂町東交差点）
- 愛知県道112号半田停車場線（半田市・市役所前交差点）
- 国道247号（半田市・半田大橋交差点）
- 愛知県道55号名古屋半田線（半田市・住吉町2丁目交差点）
- 愛知県道264号阿久比半田線（半田街道）（半田市・岩滑中町交差点）
- 半田中央IC：知多半島道路、知多横断道路（半田市・半田中央インター交差点）
- 常滑IC：知多横断道路（常滑市・常滑インター入口交差点）
- 国道155号・国道247号・愛知県道522号中部国際空港線（常滑市・多屋交差点）

## 有料道路
- 衣浦トンネル（碧南市、半田市）